# Parranquet
Parranquet (okzitanisch Parrancuèch) ist eine französische Gemeinde mit 115 Einwohnern (Stand: 1. Januar 2022) im Département Lot-et-Garonne in der Region Nouvelle-Aquitaine (bis 2015 Aquitanien). Sie gehört zum Arrondissement Villeneuve-sur-Lot und zum 2012 gegründeten Kommunalverband Les Bastides en Haut Agenais Périgord. Die Einwohner werden Parranquais genannt.

## Geografie
Parranquet liegt etwa 30 Kilometer nordnordöstlich von Villeneuve-sur-Lot am Dropt.
Nachbargemeinden von Parranquet sind Tourliac im Norden, Saint-Cassien im Nordosten, Vergt-de-Biron im Osten und Südosten, Saint-Martin-de-Villeréal im Süden sowie Rayet im Westen und Nordwesten.

## Bevölkerungsentwicklung
| Jahr                       | 1962 | 1968 | 1975 | 1982 | 1990 | 1999 | 2006 | 2013 | 2018 |
| Einwohner                  | 151  | 164  | 153  | 128  | 127  | 121  | 120  | 122  | 115  |
| Quellen: Cassini und INSEE |      |      |      |      |      |      |      |      |      |

## Sehenswürdigkeiten
- Kirche Saint-Gilles

## Persönlichkeiten
- Louis Lavelle (1883–1951), Metaphysiker, Philosoph

## Belege
1. ↑  Parranquet auf cassini.ehess.fr
2. ↑  Parranquet auf insee.fr